# Гемпгілл (округ, Техас)
Шаблон:StateAbbr_ 35°50′ пн. ш. 100°17′ зх. д. / 35.83° пн. ш. 100.28° зх. д.
Округ Гемпгілл (англ. Hemphill County) — округ (графство) у штаті Техас, США. Ідентифікатор округу 48211.

## Історія
Округ утворений 1887 року.

## Демографія
За даними перепису 2000 року загальне населення округу становило 3351 осіб, усе сільське. Серед мешканців округу чоловіків було 1686, а жінок — 1665. В окрузі було 1280 домогосподарств, 948 родин, які мешкали в 1548 будинках. Середній розмір родини становив 2,98.
Віковий розподіл населення поданий у таблиці:
| Стать    | До 15 років | 15-21 | 22-29 | 30-39 | 40-49 | 50-65 | 65-85 | Понад 85 |
| -------- | ----------- | ----- | ----- | ----- | ----- | ----- | ----- | -------- |
| Чоловіки | 367         | 239   | 132   | 207   | 269   | 270   | 191   | 11       |
| Жінки    | 319         | 147   | 132   | 199   | 276   | 300   | 227   | 65       |

## Суміжні округи
- Ліпском — північ
- Елліс, Оклахома — північний схід
- Роджер-Міллс, Оклахома — південний схід
- Вілер — південь
- Грей — південний захід
- Робертс — захід

## Виноски
1. ↑  U.S. Decennial Census. United States Census Bureau. Архів оригіналу за 26 квітня 2015. Процитовано 28 квітня 2015.
2. ↑  Texas Almanac: Population History of Counties from 1850–2010 (PDF). Texas Almanac. Архів оригіналу (PDF) за 26 лютого 2015. Процитовано 28 квітня 2015.
3. ↑  State & County QuickFacts. United States Census Bureau. Архів оригіналу за 6 серпня 2011. Процитовано 17 грудня 2013.(англ.) Наведено за англійською вікіпедією.
4. ↑  American FactFinder. Бюро перепису населення США. Архів оригіналу за 21 травня 2008. Процитовано 31 січня 2008.

| США | Це незавершена стаття з географії США. Ви можете допомогти проєкту, виправивши або дописавши її. |